# Idaea extincta
Idaea extincta là một loài bướm đêm trong họ Geometridae.